# Place Saint-Denis
La place Saint-Denis est une place du centre de la ville de Liège située entre la collégiale Saint-Denis et la maison Baar-Lecharlier érigée en face des Galeries St-Lambert.

## Toponymie
La place porte le nom de la collégiale fondée en 987 devant laquelle elle est située.

## Fontaine Saint-Denis
La petite fontaine en fonte avec vasque et jets d'eau de la place Saint-Denis, a été acquise en 1835, au prix de 1 500 francs, en vertu d'une décision du Conseil communal du 13 août, puis installée en septembre 1836. Il s'agissait de desservir d'eau la place où venait d'être inauguré le marché au beurre et aux fromages, lequel s'y est tenu jusqu'aux années 1960.

## Riverains
- Collégiale Saint-Denis classée au Patrimoine immobilier exceptionnel de la Région wallonne
- Maison Baar-Lecharlier (ancien restaurant Le Fiacre) classée au Patrimoine immobilier de la Région wallonne

## Voies adjacentes
- Rue Donceel
- Rue Lambert Lombard
- Rue Saint-Denis
- Rue Sainte-Aldegonde